# NGC 3942
NGC 3942 é uma galáxia espiral (Sc) localizada na direcção da constelação de Crater. Possui uma declinação de -11° 25' 29" e uma ascensão recta de 11 horas, 51 minutos e 30,0 segundos.
A galáxia NGC 3942 foi descoberta em 1886 por Frank Leavenworth.